# Helga Herdy
Helga Herdy (* 11. Mai 1937 in Wien) ist eine ehemalige österreichische Skirennläuferin. Sie erzielte Ende der 1950er-Jahre mehrere Siege und Podestplätze in internationalen Rennen.

## Biografie
Herdy wurde in Wien geboren und kam während des Zweiten Weltkrieges nach Zell am See im Land Salzburg, wo sie das Skifahren erlernte. Nach Kriegsende übersiedelte die Familie zurück nach Wien, weshalb Herdy zunächst wenig Möglichkeiten hatte, den Skirennsport auszuüben, bis sie nach ihrem Schulabschluss Mitte der 1950er-Jahre nach Tirol kam, sich der Innsbrucker Skiläufer Vereinigung anschloss und im relativ hohen Alter von 18 Jahren mit regelmäßigem Training begann. Sie wurde in den Kader des Österreichischen Skiverbandes aufgenommen und sorgte erstmals 1957 für Aufmerksamkeit, als sie in Abetone Zweite im Slalom und in der Kombination sowie Dritte in der Abfahrt wurde. Beim Parsenn-Derby in Davos erreichte sie im selben Jahr ebenfalls einen dritten Platz. In den nächsten beiden Jahren folgten weitere Podestplätze in den zumeist schwächer besetzten FIS-B-Rennen, aber auch Top-10-Platzierungen in stark besetzten A-Rennen.
Im Winter 1957/1958 gewann Herdy einen Slalom im Kleinwalsertal und einen von zwei Riesenslaloms in Seefeld. Den zweiten Seefelder Riesenslalom beendete sie an zweiter Position, ebenso eine Kombination in Crans-Montana, während sie im Slalom von Lenzerheide Dritte wurde. Top-10-Plätze erreichte sie unter anderem in den Abfahrten des Gamperney-Derbys in Grabs (Sechste) und der Hahnenkammrennen in Kitzbühel (Neunte). Ohne Podestplatz blieb Herdy in der Saison 1958/1959, doch sie erreichte bei den Rennen um das Weiße Band in St. Moritz jeweils Platz vier in Slalom und Riesenslalom, Platz neun in der Abfahrt und damit Rang fünf in der Kombination. Zudem erzielte sie unter anderem einen fünften Platz im Riesenslalom von Innsbruck.
Nach dem Winter 1958/1959 zog sich Herdy bereits wieder weitgehend aus dem Skirennsport zurück. Sie absolvierte die Ausbildung zur staatlich geprüften Skilehrerin, arbeitete mehrere Jahre als Skilehrerin am Arlberg und führte mit ihrem ersten Ehemann in Lech eine Pension. Später übersiedelte sie nach Deutschland, wo sie mit ihrem zweiten Ehemann wohnt.

## Erfolge in FIS-Rennen
- Siege
  - Slalom im Kleinwalsertal 1958
  - Riesenslalom in Seefeld 1958
- Zweite Plätze
  - Slalom und Kombination in Abetone 1957
  - Kombination in Crans-Montana 1958
  - Riesenslalom in Seefeld 1958
- Dritte Plätze
  - Abfahrt in Abetone 1957
  - Abfahrt des Parsenn-Derbys in Davos 1957
  - Slalom in Lenzerheide 1958